# Talesyntese
Talesyntese er betegnelsen for et sprogteknologisk produkt, som omdanner skreven tekst/input til tale (lydfiler). Talesyntese er populært sagt det modsatte af talegenkendelse, der betegner interaktionen mellem menneske og maskine som "tale-til-skreven tekst/kode", mens talesyntese betegner processen "skreven tekst-til-tale". 

## Typer af talesynteser eller brug af kunstig tale
De fleste nuværende talesynteser på markedet baserer sig på difonbaseret syntese.[kilde mangler] Fordelen ved en talesyntese frem for indspillede prompter er, at den (i princippet) kan generere tale af en hvilken som helst tekst, der sendes i gennem systemet, dvs. man behøver ikke indspille nye prompter, hver gang man ønsker at ændre den lydfil, som man evt. ønsker at benytte i et system, f.eks. i dialogsystemer som trafikinformation, omstilling, billetbestilling etc.

## Anvendelse af talesyntese
Talesyntese anvendes i stor udstrækning i forbindelse med it- og kommunikationshjælpemidler til bl.a. blinde og svagsynede, ordblinde og læsesvage. Talesyntese anvendes f.eks. også i forbindelse med online oplæsning af tekst på hjemmesider.[kilde mangler]